# The Defenders (serie de televisión)
The Defenders es una serie de televisión de CBS de comedia dramática legal del 2010. La serie de una hora se estrenó el 22 de septiembre de 2010, y actualmente se transmite los viernes a las 8:00 p. m. hora del este y 7:00 p. m. central. Es un remake de la serie original de 1961 que se estrenó en CBS. El programa es protagonizado por abogados defensores, con Jim Belushi y Jerry O'Connell.
Hecha en Las Vegas, Nevada, esta versión involucra un par de abogados defensores que ayudan a sus clientes, mientras mantienen sus vidas personales en orden. El programa está basado libremente en los abogados en la vida real de Las Vegas, Michael Cristalli y Marc Saggese.
En octubre de 2010, CBS anunció que el programa tendría una temporada de diecinueve episodios, con la opción de producir una temporada de veintidós episodios. En enero de 2011, CBS anunció que The Defenders estaría los miércoles por Blue Bloods, que cambiaría de horario a donde estaba The Defenders. Luego se anunció que Blue Bloods regresaría a su horario de los viernes en febrero de 2011 debido al estreno de Criminal Minds: Suspect Behavior. The Defenders ahora se transmite los viernes por la noche a las 8:00 p. m. El 15 de mayo de 2011 la CBS anunció la cancelación de la serie.

## Elenco

### Miembros principales
- Jerry O'Connell como Pete Kaczmarek, un abogado playboy de libre circulación.
- James Belushi como Nick Morelli, el socio de Pete, quien es muy apasionado por su trabajo y los clientes que ayuda.
- Jurnee Smollett-Bell como Lisa Tyler, una joven abogada que trabajó como estríper para estudiar en la facultad de derecho.
- Tanya Fischer como Zoey Waters, asistente de Pete y Nick.

### Elenco de reparto
- Gillian Vigman como Jessica, la exesposa de Nick.
- Teddy Sears como Thomas Cole, fiscal.
- Glynn Turman como Juez Bob Owens.
- Dan Aykroyd como Juez Maximus Hunter.[8]

## Transmisores en el mundo
En Reino Unido, FX (UK) ha adquirido los derechos de la serie, y comenzará a mostrar episodios desde el 8 de abril de 2011. En Polonia, el programa comenzará el 15 de noviembre en AXN y AXN HD Polska. Fox Portugal también ha confirmado los derechos para la serie. En kabel eins de Alemania ha adquirido los derechos. El 27 de enero se ha lanzado en Rusia en el canal SET. El miércoles 6 de abril de 2011 se estrenó en Latinoamérica en Sony Entertainment Television. En España se emitió a partir del 27 de enero de 2011 por el canal de pago Fox.

## Recepción

### Audiencia
El estreno de la serie obtuvo 12 millones de espectadores, Tras un buen arranque, la cadena CBS renovó la serie por una temporada más, al observar que tras sus primeros episodios no había bajado de los 9 millones de espectadores.

### Crítica

#### Estados Unidos
Un estudio basado en 19 reseñas recogidas por el sitio web especializado Metacritic, fueron positivas 11, mixtas 8 y negativas 1. Cosechó una nota media de 65 sobre un puntuaje de 100.

#### Europa
La crítica alemana la describe como una serie entretenida, aunque con sus fallos. Su éxito se debe en gran medida los casos iban a ser olvidadas, que corresponde a las partes que faltan en profundidad. Óptica salir de la serie de la CBS-típica poco que criticar. En general, los defensores no era por desgracia un segundo Boston Legal, pero agradable de ver.

#### Hispanoamérica
Calladíta Ramírez, del periódico mexicano Vanguardia, comentó que, a pesar de no tener ninguna originalidad a nivel argumental, consigue funcionar gracias a la buena química existente entre la pareja protagonista y a sus bromas sarcásticas.